# Віктор'єн Ангбан
Віктор'єн Ангбан (фр. Victorien Angban; нар. 29 вересня 1996, Абіджан) — івуарійський футболіст, півзахисник клубу «Сочі» та національної збірної Кот-д'Івуару.

## Клубна кар'єра
Народився 29 вересня 1996 року в місті Абіджан. Почав займатися футболом в академії «Стад Абіджан». У 2012 році у віці 15 років вступив до юнацької Академії «Челсі». У 2015 році підписав офіційний контракт з «Челсі», після того як отримав дозвіл на роботу в Англії, провівши три роки в країні.
14 липня 2015 року Ангбан перейшов в бельгійський «Сент-Трюйден», який виступає у бельгійській Про-лізі, на правах оренди строком на один сезон. 24 липня дебютував за «канарок», вийшовши на заміну в матчі проти «Брюгге» (2:1), у своїй першій грі сезону. Всього за сезон провів 23 матчі в чемпіонаті.
22 липня 2016 року також на правах оренди перейшов разом з одноклубником Жеремі Бога до іспанської «Гранади». 16 вересня 2016 року дебютував за новий клуб у матчі проти клубу «Реал Бетіс» (2:2). Відтоді встиг відіграти за клуб з Гранади 5 матчів в національному чемпіонаті.

## Виступи за збірні
2011 року дебютував у складі юнацької збірної Кот-д'Івуару, взяв участь у 9 іграх на юнацькому рівні. 2015 року залучався до складу молодіжної збірної Кот-д'Івуару. На молодіжному рівні зіграв у 2 офіційних матчах, забив 1 гол.
25 жовтня 2014 року дебютував в офіційних матчах у складі національної збірної Кот-д'Івуару в товариській грі проти Замбії (1:1).
У складі збірної був учасником Кубка африканських націй 2017 року у Габоні.
Наразі провів у формі головної команди країни 13 матчів.
| Дата       | Місто          | Господарі   | Результат | Гості             | Турнір                                  | Голи | Примітки |
| ---------- | -------------- | ----------- | --------- | ----------------- | --------------------------------------- | ---- | -------- |
| 25-10-2014 | Лусака         | Замбія      | 1 – 1     | Кот-д'Івуар       | товариський матч                        | -    |          |
| 29-3-2016  | Омдурман       | Судан       | 1 – 1     | Кот-д'Івуар       | Відбір до Кубка африканських націй 2017 | -    | 64'      |
| 20-5-2016  | Будапешт       | Угорщина    | 0 – 0     | Кот-д'Івуар       | товариський матч                        | -    | 89'      |
| 4-6-2016   | Буаке          | Кот-д'Івуар | 2 – 1     | Габон             | товариський матч                        | -    | 58'      |
| 15-11-2016 | Ланс           | Франція     | 0 – 0     | Кот-д'Івуар       | товариський матч                        | -    | 86'      |
| 8-1-2017   | Абу-Дабі       | Швеція      | 1 – 2     | Кот-д'Івуар       | товариський матч                        | -    | 46'      |
| 27-3-2018  | Бове           | Кот-д'Івуар | 2 – 1     | Молдова           | товариський матч                        | -    | 66'      |
| 26-3-2019  | Абіджан        | Кот-д'Івуар | 1 – 0     | Ліберія           | товариський матч                        | -    | 83'      |
| 7-6-2019   | Булонь-сюр-Мер | Кот-д'Івуар | 3 – 1     | Коморські Острови | товариський матч                        | -    | 63'      |
| 19-6-2019  | Абу-Дабі       | Замбія      | 1 – 4     | Кот-д'Івуар       | товариський матч                        | -    | 88'      |
| 6-9-2019   | Кан            | Кот-д'Івуар | 1 – 2     | Бенін             | товариський матч                        | -    | 84'      |
| 10-9-2019  | Ле-Петі-Кевії  | Туніс       | 1 – 2     | Кот-д'Івуар       | товариський матч                        | -    | 89'      |
| 19-11-2019 | Бахр-Дар       | Ефіопія     | 2 – 1     | Кот-д'Івуар       | Відбір до Кубка африканських націй 2021 | -    | 65'      |
| Усього     |                | Матчів      | 13        |                   | Голів                                   | 0    |          |

## Титули і досягнення
- Чемпіон Африки (U-17): 2013